# Cerner
Cerner Corporation (NASDAQ: CERN) é uma empresa de informática médica americana, sediada em North Kansas City.